# Liste der Träger des Verdienstordens des Landes Rheinland-Pfalz/2001
Im Jahr 2001 wurden folgende Personen mit dem Verdienstorden des Landes Rheinland-Pfalz geehrt:
| Ordensträger           | Lebensdaten | Wohnort          | Wirken                                                                                    |
| ---------------------- | ----------- | ---------------- | ----------------------------------------------------------------------------------------- |
| Hanns Joachim Armin    |             | Kaiserslautern   |                                                                                           |
| Dov Ben Meir           | 1927–2020   | Tel Aviv         | Politiker (Awoda), Berater für die Förderung der Beziehungen zu deutschsprachigen Ländern |
| Heinz Bille            |             | Limburgerhof     | Psychologe                                                                                |
| Hans-Heinrich Boegler  |             | Worms            |                                                                                           |
| Herta Brinkmann        |             | Linz am Rhein    |                                                                                           |
| Elisabeth Brunnett     |             | Stetten          |                                                                                           |
| Gertrude Degenhardt    | * 1940      | Mainz            | Lithografin und Zeichnerin                                                                |
| Wanda Döhring          | 1922–2012   | Flacht           | Mitarbeiterin des Bundesverbands Rehabilitation                                           |
| Horst Fangerau         | 1944–2001   | Ebertsheim       |                                                                                           |
| Günter Felke           | 1929–2005   | Sohren           | Unternehmer, Numismatiker und Kulturförderer im Hunsrück                                  |
| Claudia Felser         | * 1962      | Nieder-Olm       | Chemikerin und Materialwissenschaftlerin sowie Hochschullehrerin an der Universität Mainz |
| Brigitte Hoffmann      |             | Frankenthal      | Funktionärin des städtischen Weltladens                                                   |
| Siegfried Kiesselmann  |             | Hermeskeil       |                                                                                           |
| Hans-Dieter Kirschbaum |             | Dieblich         |                                                                                           |
| Hans-Erich Klein       |             | Bad Bergzabern   |                                                                                           |
| Bernhard Leisenheimer  |             | Rieste           | Pater                                                                                     |
| Klaus Mayer            | 1923–2022   | Mainz            | katholischer Priester des Bistums Mainz und Ehrenbürger der Stadt Mainz                   |
| Heinz Monnerjahn       |             | Emmelshausen     |                                                                                           |
| Emil Morsch            |             | Birkenfeld       |                                                                                           |
| Hiltrud Morsch         |             | Birkenfeld       |                                                                                           |
| Heinz Pachen           | 1922–2006   | Rockenhausen     | Kunstsammler                                                                              |
| Hella Pachen           | 1928–2007   | Rockenhausen     | Kunstsammlerin                                                                            |
| Gerd Pfaff             |             | Mayen            |                                                                                           |
| Norbert Roth           |             | Mommenheim       | Fastnachter, Kabarettist                                                                  |
| Helmut J. Schmidt      | * 1953      | Kaiserslautern   | Zoologe und Hochschulfunktionär                                                           |
| Barbara Stehr          |             | Höhr-Grenzhausen |                                                                                           |
| Winfried Willicks      |             | Treis-Karden     |                                                                                           |